# Seuratiopsis
Seuratiopsis är ett släkte av svampar. Seuratiopsis ingår i familjen Seuratiaceae, klassen Dothideomycetes, divisionen sporsäcksvampar och riket svampar.
|              | Seuratia                                 |
|              |                                          |
| Seuratiopsis | \| \| Seuratiopsis epiphylla \| \| \| \| |
|              | \| \| Seuratiopsis epiphylla \| \| \| \| |
|              | Seuratiopsis epiphylla                   |
|              |                                          |

|  | Seuratiopsis epiphylla |
|  |                        |